# Московська армія ППО
Моско́вська а́рмія ППО — авіаційне об'єднання сил ППО, повітряна армія ППО РСЧА в Збройних силах СРСР за часів Другої світової війни.
Армія ППО сформована 4 липня 1943 на основі постанови ДКО від 29 червня 1945 шляхом перейменування Московського фронту ППО. Організаційно входила до складу Західного фронту ППО, в квітні 1944 року — Північного фронту ППО.
Постановою ДКО від 24 грудня 1944 року Московська армія ППО розформована. На базі управління армії створено управління Центрального фронту ППО.
Основне бойове завдання армії — прикриття від ударів з повітря Москви, важливих об'єктів і комунікацій Центрального промислового району СРСР.

## Склад
Бойовий склад армії включав:
- Управління (штаб) армії
- 1-шу повітряну винищувальну армію ППО (чотири винищувальні авіаційні дивізії, всього 17 винищувальних авіаційних полків);
  - 15 зенітних артилерійських дивізій;
  - 3 зенітно-кулеметних дивізії;
  - 4 прожекторних дивізії;
  - 3 дивізії аеростатів загороджень
  - 2 дивізії ВНОС
  - 5 окремих зенітних артилерійських полків
  - 13 зенітних артилерійських дивізіонів

## Командування
- Командувачі:
  - генерал-лейтенант артилерії, з листопада 1944 року генерал-полковник артилерії Д. А. Журавльов (липень 1943 — грудень 1944)